# Theofil Ekelund
Carl Theofil Ekelund, född 11 november 1863 i Karlstad, död 20 november 1955 i Uppsala, var en svensk präst.
Theofil Ekelund var son till kronofogden Lars Johan Frithiof Ekelund. Han blev student vid Uppsala universitet 1883, avlade teoretisk teologisk examen 1888 och praktisk teologisk examen 1889, blev filosofie kandidat 1913, teologie doktor 1917 och filosofie licentiat 1920. Ekelund prästvigdes för Karlstads stift 1890, blev komminister i Fryksände 1894, kyrkoherde i Rämmen 1899, i Karlskoga 1913 och i Fryksände 1923. Han utnämndes till prost 1927 och blev emeritus 1939. Han gjorde sig känd som en av Karlstads stifts främsta predikanter. Ekelund ägande sig även åt vetenskapliga studier, bland annat rörande den kyrkliga byggnadskonsten och allmogekulturen. Inom Allmänna svenska prästföreningen gjorde han en insats som medlem av dess centralstyrelse 1912–1927 och 1930–1936 och som ordförande 1937–1938. Bland Ekelunds skrifter märks Dopritualets historia (1909) och i prästmötesavhandlingarna Frälsningstanken i svensk predikan och psalm (1923). Han redigerade även Julbok för Karlstads stift 1912–1922 och Från gamla prästhem i Värmland och på Dal (1930). Inom hembygdsrörelsen nedlade han ett hängivet arbete och ägnade särskilt intresse åt den finska bebyggelsen i Värmland och tilldelade finnättlingar egna hemmansdelar på Fryksände kyrkoskog.